# 记忆大师
《記憶大師》（英語：Battle of Memories）是一部於2017年上映的中國科幻懸疑驚悚電影。由陳正道導演，黃渤、徐靜蕾、段奕宏、楊子姍、許瑋甯領銜主演，2017年4月28日於中國大陸上映。

## 劇情
故事發生在2025年的T國，男主角江豐因為和妻子張代晨婚姻破裂，而走進記憶大師醫療中心接受手術，卻不料因一場突發的事故造成記憶被錯誤重載，莫名其妙的變成了“殺人兇手”。警官沈漢強的窮追不舍讓他逐漸發現，自己腦內的錯誤記憶不僅是破案的關鍵，更是救贖自己的唯一希望。與此同時，妻子身邊出現的女人陳姍姍、記憶中浮現出的神秘女子，似乎也和真相有著千絲萬縷的聯系，一場記憶燒腦戰也隨之開始。

## 演員
| 演員姓名 | 角色名稱 | 介紹 |
| 黃渤     | 江豐     | T 國的著名作家。因將與妻子離婚而去做了記憶手術，可又因妻子的要求再次動手術讓記憶恢覆。可是恢覆的記憶卻不是自己的記憶而是某位殺手的記憶。 |
| 徐靜蕾   | 張代晨   | 江豐的妻子 |
| 段奕宏   | 沈漢強   | 警官 |
| 楊子姍   | 陳姍姍   | 醫生 |
| 許瑋甯   | 神秘女人 | 被害人 |
| 王真兒   | 李慧蘭   | 被害人 |

## 獲獎情況
| 獲獎時間      | 獲獎名稱            | 獲獎情況 |
| 2017年4月23日 | 第7屆北京國際電影節 | 閉幕影片 |

## 電影歌曲
| 曲別   | 歌名         | 演唱者              | 作詞   | 作曲   |
| 主題曲 | 拿不走的記憶 | 迪瑪希·庫達依別列根 | 姚若龍 | 宋秉洋 |
| 主題曲 | 我不能忘記你 | 林憶蓮              | 李焯雄 | 梁翹柏 |

## 外部鏈接
- 记忆大师的新浪微博
- 豆瓣电影上《记忆大师》的資料 （简体中文）